# Anne Delvaux
Pour les articles homonymes, voir Delvaux.
Anne Delvaux, née à Liège le 20 octobre 1970, est une personnalité publique belge, ancienne journaliste et présentatrice du journal télévisé de la RTBF, ancienne membre du Centre démocrate humaniste (cdH) et ancienne personnalité politique belge.

## Biographie

### Vie journalistique
Elle est licenciée en communication, diplômée de l’université catholique de Louvain (UCL) et candidate en sciences économiques et sociales de l’UCL.
Elle a présenté durant plusieurs années[Quand ?] le journal télévisé de la RTBF le vendredi soir et les samedi et dimanche à 13 h et 19 h 30.

### Aventure politique
Le 12 avril 2007, Anne Delvaux a annoncé qu'elle quittait la RTBF pour se consacrer à la politique au sein du cdH. À ce titre, elle se présente à ses premières élections le 10 juin 2007 sur la liste du Sénat. Elle obtient 115 729 voix et est élue directement sénatrice. Le 7 juin 2009, elle est élue députée européenne avec 124 718 voix.
En 2014, Anne Delvaux est évincée de la liste européenne du CDH au profit du syndicaliste Claude Rolin. Elle prétend avoir fait l'objet d'un lynchage par les barons et les huiles du parti et que son éviction s'est faite sans ménagement et ce, alors que dans le même temps son travail de députée européenne dans le secteur de l'énergie et du climat a été salué par ses pairs et les parties prenantes du secteur. Le 6 octobre 2014, sa démission de l'échelon local est actée par le conseil communal de Liège, mettant de facto fin à ses activités politiques.

### Scandale Publifin
En décembre 2016, son nom est cité parmi d'autres dans le cadre de l'affaire Publifin, où la presse nationale mentionne qu'elle aurait touché la somme de 22 785 euros sans avoir siégé au comité de secteur de l'intercommunale Publifin. Elle déclare cependant que les informations diffusées par la presse sont inexactes, ce qui est aujourd'hui avéré : dans les faits, sur la durée de son mandat d'un an (entre octobre 2013 et octobre 2014), Anne Delvaux a touché 13 687 euros et a été conviée à deux réunions du comité de secteur Publifin, réunions lors desquelles elle a été excusée. L'ex Publifin devenue Enodia a décidé d'attaquer en justice Anne Delvaux car elle refusait de lui rembourser les sommes perçues estimant que les responsabilités étaient politiques. Anne Delvaux a perdu en première instance (novembre 2019) mais a gagné en appel (18 mai 2021), la cour estimant que « les attitudes de passivité et d'absence de contrepartie à la rémunération ne peuvent pas être reprochées à Anne Delvaux étant donné que les comités de secteurs n'avaient pas de réelle activité ». Le 15 décembre 2022, la cour de cassation confirme le jugement en appel : « Anne Delvaux  a agi comme un mandataire politique normalement prudent et diligent placé dans les mêmes circonstances ».

## Carrière politique
- 2007-2009 : sénatrice élue directement par le collège électoral français
- 2009-2014 : membre du Parlement européen
- 13 février 2014 : annonce au Journal télévisé de la RTBF de 13 h que la politique ne sera plus son métier